# Kawałek Kulki (album)
Kawałek Kulki – pierwszy album studyjny zespołu Kawałek Kulki, wydany w 2007, poprzedzony 3 EP. Z albumu wyszedł singel "Kolegi tata".

## Spis utworów
1. Wyszliśmy (2:35)
2. Ulica po ulicy (2:26)
3. Usta z kory (2:56)
4. Pamiętnik (2:26)
5. Całuj się (2:58)
6. Cola lego (2:33)
7. Kolegi tata (2:36)
8. Tak wcześnie (1:35)
9. Pociąg (4:10)
10. Świat zasypie (3:34)
11. Światło cieniem (3:19)
12. Burdy (2:26)
13. Pasjans (3:15)
14. Koniec świata (3:17)